# بایت‌دنس
بایت دانس (به زبان چینی: 字节 跳动؛ pinyin: Zìjié Tiàodòng)(به زبان انگلیسی: ByteDance) یا (Beijing Byte Dance Technology Co., Ltd) یک شرکت فناوری چینی است که چندین سیستم عامل محتوا با قابلیت یادگیری ماشینی را اداره می‌کند و مقر آن در پکن است.این شرکت در سال ۲۰۱۲ توسط ژانگ ییمینگ تأسیس شد.
محصول اصلی بایت دانس: (Toutiao)؛ ("عنوان‌های روز") است که یک بستر محتوا در چین و جهان می باشد. Toutiao به عنوان موتور توصیهٔ اخبار شروع به کار کرد و به تدریج به سکویی تبدیل شد که محتوا را در قالب‌های مختلفی مانند متن، تصویر، پست‌های پرسش و پاسخ، میکروبلاگینگها و فیلم‌ها ارائه می‌دهد. (Toutiao) فیدهای اطلاعاتی شخصی را که توسط الگوریتم‌های یادگیری ماشین تهیه شده، به کاربران خود ارائه می‌دهد. فید محتوا بر اساس اطلاعات دستگاه در مورد تنظیمات خواندن کاربر به روز می‌شود.
بایت دانس مالکیت موزیکال لی؛ یک برنامه رسانهٔ اجتماعی آمریکایی که برای ایجاد ویدیو و اشتراک آن است، را به دست آورد و آن را با تیک‌تاک در یک برنامهٔ واحد تحت نام تیک‌تاک، ترکیب کرد و همچنین گردانندهٔ باز ویدیو (BuzzVideo) و ویگو ویدیو (Vigo Video) است.
بایت دانس تا نوامبر ۲۰۱۸ بیش از ۸۰۰ میلیون کاربر فعال روزانه (بیش از ۱ میلیارد کاربر انباشته) در کلیه سیستم عامل‌های محتوای خود داشته‌است.  ارزش این شرکت تا نوامبر سال ۲۰۱۸ بیش از ۷۸ میلیارد دلار برآورد شده و یکی از با ارزش‌ترین‌های تک شاخ‌های اقتصادی جهان محسوب می‌شود.

## تحریم آمریکا
شامگاه پنج‌شنبه ۶ آگوست ۲۰۲۰، دونالد ترامپ، رئیس جمهور ایالات متحده آمریکا، طی صدور فرمانی اعلام کرد که از یک ماه و نیم دیگر انجام معامله میان آمریکایی‌ها با شرکت‌های چینی که مالک اپلیکیشن‌های «تیک‌تاک» و «وی‌چت» هستند، ممنوع است. این ممنوعیت که ۴۵ روز بعد آن عملی شد شامل دو شرکت «بایت دانس» و «تنسنت» شد و بر اساس آن مجوزهای این دو شرکت برای کاربرد اپلیکیشن‌های یادشده در آمریکا، اجازه تمدید ندارند.
ترامپ در فرمان خود عنوان کرد: «که اپلیکیشن تیک‌تاک می‌تواند در کمپین‌های دروغ‌پراکنی به سود حزب کمونیست چین به کار گرفته شود و از این رو ایالات متحده «باید به منظور حفاظت از امنیت ملی ما دست به اقدامی تهاجمی علیه مالکان تیک‌تاک بزند».
ترامپ در فرمان دیگری گفت: «اپلیکیشن وی‌چت به شکل خودکار بخش بزرگی از اطلاعات کاربران خود را ضبط می‌کند که این گردآوری اطلاعات این اجازه را به حزب کمونیست چین می‌دهد که به اطلاعات شخصی و حقوقی آمریکایی‌ها دسترسی داشته باشند».